# Silene hicesiae
Silene hicesiae là một loài thực vật thuộc họ Caryophyllaceae. Đây là loài đặc hữu của Ý. Môi trường sống tự nhiên của chúng là thảm cây bụi kiểu Địa Trung Hải and vùng nhiều đá. Chúng hiện đang bị đe dọa vì mất môi trường sống.

## Hình ảnh

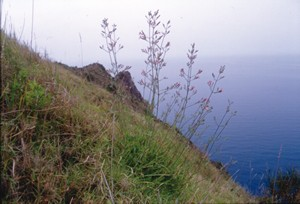